# Erythrocephalum
Erythrocephalum é um género botânico pertencente à família Asteraceae.